# Ntare IV. Rugamba
Ntare IV. Rutaganzwa Rugamba (gest. um 1852) war von ca. 1796 bis ca. 1852 König des Königreiches Burundi. 
Sein Vater war der König Mwambutsa I. Mbariza.